# Daylam
Le Daylam daylām, ديلام) est un terme de la géographie arabe qui désigne les régions du sud et de l’ouest de la Mer Caspienne : Mazandéran, Guilan, mais aussi parfois plus à l’est : Jurjan (Gorgan) et Qûmis
Mahomet a dit : « Même s'il ne restait qu'un jour de cette vie terrestre, Allah l'allongera jusqu'à ce qu'un membre de ma famille possède la montagne du Daylam ». (hadith rapporté par Ibn Majah et El-Bokhari).
Les Daylamites sont les habitants d'origine aryenne (précisément scythe) peuplant le Daylam et venus du nord de la Caspienne au Ve siècle. Généralement blonds, ils étaient appelés les « rouquins de Ray » dans la littérature arabe, leur principale ville, totalement détruite au XIIIe siècle. Ils s'opposèrent à l'invasion musulmane des Sarrasins en 642, puis furent fortement imprégnés de libre pensée. La dynastie Bouyide est originaire du Daylam (945–1055).
Les Zazas vivant dans l'est de la Turquie sont d'origine Daylam et leur langue est la plus proche des langues parlées au Daylam.